# Josiah S. Johnston

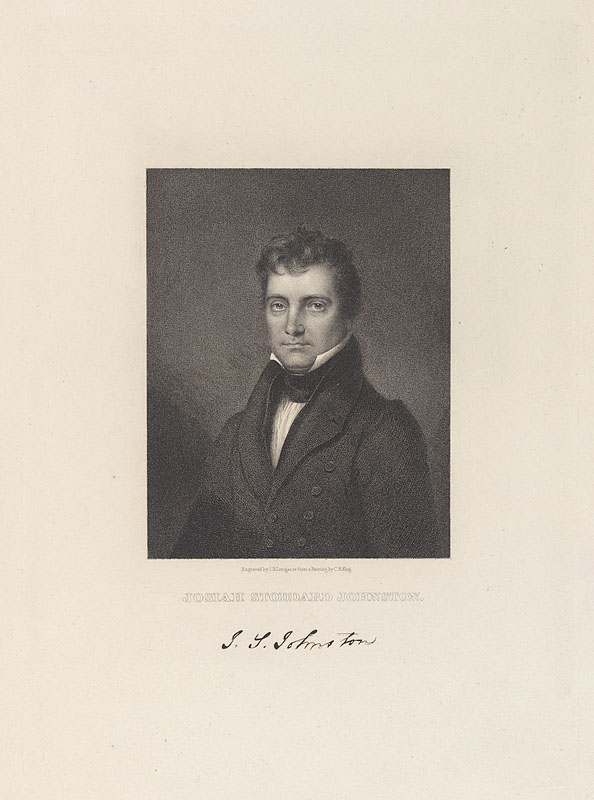
Josiah S. Johnston

Josiah Stoddard Johnston (* 24. November 1784 in Salisbury, Essex County, Massachusetts; † 19. Mai 1833 auf dem Red River, Louisiana) war ein US-amerikanischer Politiker, der den Bundesstaat Louisiana in beiden Kammern des Kongresses vertrat.

## Leben
Der aus Neuengland stammende Josiah Johnston zog mit seinem Vater im Jahr 1788 nach Kentucky, ging dann aber in Connecticut zur Schule. 1802 machte er seinen Abschluss an der Transylvania University in Lexington, ehe er die Rechtswissenschaften studierte, in die Anwaltskammer aufgenommen wurde und in Alexandria zu praktizieren begann, das zu diesem Zeitpunkt im Orleans-Territorium lag. Von 1805 bis 1812 gehörte er dem Territorialparlament an.
Während des Britisch-Amerikanischen Krieges von 1812 stellte Johnston ein Regiment zur Verteidigung von New Orleans auf; allerdings erreichte er die Stadt mit seinen Männern erst, als die Schlacht bereits geschlagen war. In der Folge betätigte er sich in der Landwirtschaft sowie bis 1821 als Bezirksrichter. Am 4. März dieses Jahres zog er als Vertreter der Demokratisch-Republikanischen Partei ins Repräsentantenhaus der Vereinigten Staaten ein, wo er bis zum 3. März 1823 verblieb. Beim Versuch der Wiederwahl scheiterte er an Edward Livingston.
Am 15. Januar 1824 kehrte Johnston in den Kongress zurück. Er trat die Nachfolge des zurückgetretenen US-Senators James Brown an, wobei er nach seiner Ernennung durch den Gouverneur auch die folgende Wahl im Jahr 1825 gewann; 1831 wurde er ein weiteres Mal bestätigt. Zu diesem Zeitpunkt war er Mitglied der National Republican Party. Im Senat stand er von 1826 bis 1827 dem Handelsausschuss vor.
Josiah Johnston kam am 19. Mai 1833 bei der Explosion des Dampfschiffes Lioness auf dem Red River ums Leben. Er wurde in Pineville beigesetzt.